# New Foot-Ball Club
El New Foot-Ball Club, creat amb el nom de Sociedad de Foot-ball, i sobretot conegut per la seva denominació primigènia de (Sociedad) Foot-ball Sky, va ser un club de futbol amb seu a Madrid, Espanya. Fundat a finals de l'any 1897, va ser reanomenat el 1902, i va desaparèixer l'any següent, davant la impossibilitat de continuar existint a causa de les diferències internes i marxes de jugadors fora del club.

## Història
El club de futbol —football en aquella època— va ser el degà de la capital espanyola amb l'única finalitat de la pràctica d'aquest esport, motiu pel qual se l'anomenava sovint com la Sociedad. Va ser fins a l'any 1900 l'únic club legalitzat per a la pràctica exclusiva d'esport a Madrid, coexistint amb l'Association Sportive Française. Anteriorment havien existit a la regió el Cricket y Football (Club) de Madrid i la Sociedad de Juegos al Aire Libre, que van ser les primeres societats esportives que van incloure la pràctica del futbol entre les seves activitats.
Fins que va desaparèixer, va ser un dels clubs més importants de la regió Centro de Madrid, i va arribar a disputar la Copa de la Coronació, competició que va donar origen al Campionat d'Espanya —actual competició de copa.

## Uniforme
La Sociedad vestia una brusa vermella amb pantalons blaus, segons les publicacions de l'època, moments abans de la desaparició.

## Palmarès
- Semifinalista de la Copa de la Coronació: (1902).